# Tom Howard
Tom Howard, född 20 september 1948, är en friidrottare från Kanada. Han deltog vid olympiska sommarspelen 1976.